# Термозуд (Бари)
Термозуд (итал. Termosud) је насеље у Италији у округу Бари, региону Апулија.
Према процени из 2011. у насељу је живело 12 становника. Насеље се налази на надморској висини од 361 м.